# Полет 982 на „Озарк Еър Лайнс“
Полет 982 на „Озарк Еър Лайнс“ е редовен вътрешен пътнически полет от регионалното летище „Су Фолс“, Сиукс Фолс, Южна Дакота, до международното летище „О'Хеър“, Чикаго, Илинойс, с планирано междинно кацане на летище „Су Гейтуей“, Су Сити, Айова, Съединените американски щати, управляван от „Озарк Еър Лайнс“. На 27 декември 1968 г. самолетът „Макдонал Дъглас DC-9-15“, който изпълнява полета, се разбива малко след излитане от Су Сити, като преди това се удря в земята на около 150 м след края на пистата и спира на около 350 м от нейния край. Всички души на борда оцеляват, но някои от тях са с леки наранявания.
Според доклад на НСТБ вероятната причина за инцидента е: „Срив (...), с последваща загуба на контрол в резултат на аеродинамични и тегловни недостатъци от обледеняване. Екипажът не е отстранил леда (...) преди опита за излитане от Су Сити“. Бордът също така установява, че екипажът избира неправилна тяга при излитане спрямо общото тегло на самолета“.
Според управителя на информационното бюро на „Озарк“ в Сейнт Луис, Чарлз Р. Елерт, това е „първата катастрофа от каквото и да е значение за авиокомпанията“. Самолетът е на стойност 3 000 000 щ. д. (еквивалентни на над 27 000 000 долара през 2025 г.).